# ユリア・クレックナー
ユリア・クレックナー（ドイツ語:  Julia Klöckner、1972年12月16日 ラインラント＝プファルツ州バート・クロイツナハ - ）は、ドイツの政治家。2025年からドイツ連邦議会議長を務める。キリスト教民主同盟所属。第4次メルケル内閣では連邦食料・農業大臣を務めた。
2011年以来、彼女はキリスト教民主同盟ラインラント＝プファルツ州議会議員団長を務めている。彼女は2002年から2011年までドイツ連邦議会議員。クレックナーは教職科目として宗教学と社会学を学び、ジャーナリストとして無給で働いた経験を持つ。1995年にドイツワインの女王に選ばれたことも知られている。政治家になる前に、フリーのジャーナリストとしてソムリエ雑誌の編集長として働いていた。2010年9月25日からキリスト教民主同盟ラインラント＝プファルツ州支部代表である。2010年11月15日以降、彼女はキリスト教民主同盟全国役員会の一員であり、2012年12月4日にキリスト教民主同盟副党首の一人に選ばれた。

## 来歴

### 学歴、職歴
ワイン醸造業を営む家族の末娘として、彼女はラインラント＝プファルツ州グルデンタールで成長した。1992年にバート・クロイツナハにあるギムナジウムで卒業資格試験アビトゥーアに合格。マインツ大学に入学し政治学、カトリック神学と教育学を履修し、1998年にギムナジウムの社会学と宗教学担当教職の第1次国家試験に合格し、文科系修士号（M.A.）を取得した。中間試験後、彼女は1994年から1998年まで宗教科の教師としてヘッセン州ヴィースバーデンの基礎学校で特別許可を得て働いている。1994年には地元のラインラント＝プファルツ州ナーエでワインの女王に選出され、翌1995年にはドイツワインの女王に選出されている。 1998年から2002年まで、クレックナーはマインツにある南西ドイツ放送の州文化部門でフリーランサーとして働いた。2000年から2002年までドイツワインの業界紙の編集にも加わった。2001年から2009年までソムリエ雑誌で編集長を務めた。

### キリスト教民主同盟における政治的経歴
1996年、クレックナーはキリスト教民主同盟 に入党し、同時に青年部（Junge Union）と婦人部（FU）にも加入した。2001年、キリスト教民主同盟青年部バート・クロイツナハ郡支部役員になり、2007年まで青年部員として活動した。同時に彼女はキリスト教民主同盟バート・クロイツナハ郡支部役員にも加わっていた。2002年にクレックナーは安全保障とドイツ連邦軍に関する州専門委員会のメンバーとして活動を始め、同時にキリスト教民主同盟青年部ラインラント＝プファルツ州支部執行部にも2007年まで属した。
2003年に彼女はキリスト教民主同盟婦人部の全国指導部に加えられた。ドイツ連邦議会において、キリスト教民主同盟議員会派の若手議員グループに入り、副代表に就任している。地元のラインラント＝プファルツ州においても、彼女は党の州指導部に入った。2006年1月24日、CDU/CSU連邦議会会派執行部の一員に選ばれ、CDU/CSU議会会派消費者保護担当の代表にも選ばれた。 2006年6月8日、彼女はCDU州党大会で91.5%の賛成票を得て州支部副代表に選出された。加えて、彼女は欧州人民党副代表に就任した。
2007年5月14日、キリスト教民主同盟消費者保護、気候保全、環境保護、被造物保全委員会副委員長に就任。2007年10月23日、キリスト教民主同盟連邦議会会派給与生活者対策、農業経営、消費者保護関係委員会副委員長に満場一致で選出された。彼女は2009年までこの委員会に属していた。2010年9月25日、マインツで開催されたキリスト教民主同盟ラインラント＝プファルツ州支部大会で彼女は96.9%の賛成票で州支部代表に選出された。2010年11月15日、カールスルーエで開催された第23回キリスト教民主同盟党大会において党役員会40人の候補者の中で94.43%という最高得票で党執行部役員入りを果たした。2012年12月4日、ハノーファーで開催された第25回キリスト教民主同盟党大会において92.92%の支持票を得てクレックナーはキリスト教民主同盟副党首に選出されている。5人いる副党首の中で彼女がトップの支持率であった。

### 議員歴
2002年10月にユリア・クレックナーはドイツ連邦議会議員になった。2002年ドイツ連邦議会選挙において、彼女は小選挙区で当選者(直接議席当選者)を決める第一票段階においてドイツ社会民主党（SPD）の候補者に7%下回り、競り負けた。そのため、第二票投じられるキリスト教民主同盟ラインラント＝プファルツ州比例名簿のリストによって当選を決めている。2002年11月、彼女は連邦議会本会議の書記に選出された。また、政治教育に関する連邦センターの理事にも就任した。彼女は消費者保護、生活設計、農業経営に関する委員会のメンバーにも加わり、人権と人道主義による救済委員会の副委員長にも就任した。2003年、現代医学における倫理と正義に関する審査委員会のメンバーになり、生物学と医学研究、および移植医療に関する分団に属した。2005年ドイツ連邦議会選挙に際して、ユリア・クレックナーは小選挙区で当選者（直接議席当選者）を決める第一票段階において43.0%を得て、クロイツナハ小選挙区において50年振りにキリスト教民主同盟に勝利をもたらした。2005年12月に再び連邦議会本会議において書記に選出された 。2005年に環境、自然保護、原子力安全委員会副委員長に選ばれている。2006年6月2日、持続的発展に関する連邦議会内審議会の委員に選出された。2009年ドイツ連邦議会選挙に際して、ユリア・クレックナーは小選挙区での立候補者に投じる第一票段階において47.0%を得て、ドイツ社会民主党（SPD）の候補者に18%の差をつけて圧勝した。2011年5月18日におこなわれたラインラント＝プファルツ州議会選挙による州政府成立後の2011年5月27日、ユリア・クレックナーはドイツ連邦議会議員を辞職した。ユリア・クレックナーはドイツ議会協会の幹部会員である。彼女はワインフォーラムを創設し、 会派を超えた集団„Hospiz“に属している。

### ラインラント＝プファルツ州における政治活動歴

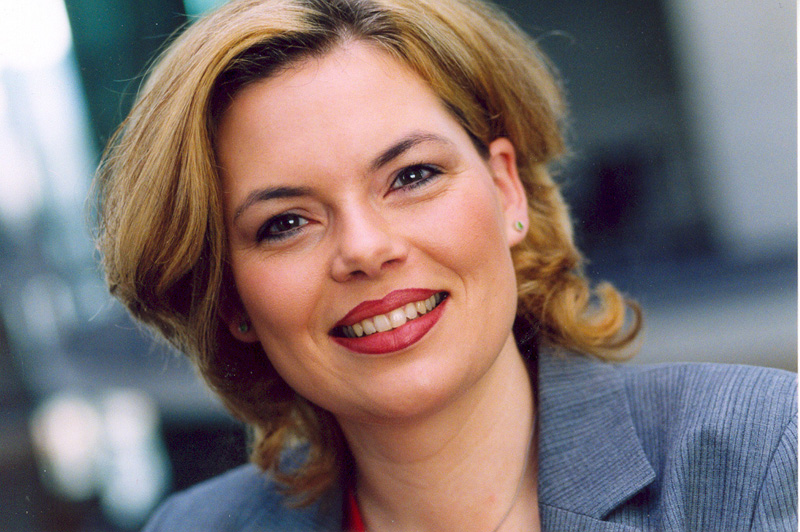
ユリア・クレックナー（2006年）

2004年6月、ユリア・クレックナーはキリスト教民主同盟のラインラント＝プファルツ州バート・クロイツナハ郡支部総会において、50人の候補者の中で42.888%という最高得票を得て州議会議員候補に選ばれている。2009年6月7日の郡支部総会において最高得票を得て州議会議員候補に再び選出されている。
2009年11月17日、ユリア・クレックナーは当時のキリスト教民主同盟ラインラント＝プファルツ州支部代表クリスチャン・バルダウフから、2011年の州議会選において候補者代表になるように推薦された。2010年4月17日、はキリスト教民主同盟ラインラント＝プファルツ州党大会で402票中400票（99．5%）の賛成票を得てキリスト教民主同盟ラインラント＝プファルツ州議会選挙代表に選出された 。2010年12月4日、ラムシュタイン＝ミーゼンバッハで開催されたキリスト教民主同盟ラインラント＝プファルツ州党大会において99.6%の賛成票で2011年3月27日におこなわれる州議会選挙でのキリスト教民主同盟ラインラント＝プファルツ州比例名簿のトップに置かれることが決定された。
2011年の州議会選挙において、ユリア・クレックナーはバート・クロイツナハ選挙区において44.4%の第一票を得て直接議席当選を決めた。キリスト教民主同盟は州では35.2%を獲得して前回2006年よりも2.5%を増やしたが、ドイツ社会民主党（SPD）の獲得した35,7%に0,5%下回ってしまい州議会第1党の地位を回復することに失敗した。なお、州政府はSPDと15.4%を獲得した同盟90/緑の党の連立政権が継続することになり、キリスト教民主同盟は野党のままであった。州議会選後の2011年3月30日、ユリア・クレックナーはキリスト教民主同盟ラインラント＝プファルツ州議会議員団長に満場一致で選出されている。

### 連邦食料・農業大臣
2018年3月、第4次メルケル内閣の連邦食料・農業大臣に任命された。

### 連邦議会議長
2025年の連邦議会選後に最初に開かれた本会議において、連邦議会議長に選出された。議長選出選挙では、全630名の議員のうち622名が投票を行い、382名が賛成、204名が反対、31名が棄権、5名が無効票であった。

## 人物
ユリア・クレックナーは敬虔なローマ・カトリック教会信徒であり、マインツ大学でカトリック神学を学び、宗教の教師を経験している。着床前診断がキリスト教民主同盟党大会やドイツ連邦議会で議論になった時、彼女はローマ・カトリック教会の方針を支持し反対の立場を鮮明にして討議に積極的参加した。